# Вилем III
Вилхелм (Вилем) III (Willem Alexander Paul Frederik Lodewijk van Oranje-Nassau; 17 февруари 1817 – 23 ноември 1890) е крал на Нидерландия и Велик херцог на Люксембург (1849 – 1890) и херцог на Лимбург до 1866 г.

## Живот
Вилхелм е роден в Брюксел на 17 февруари 1817 г. Той е син на крал Вилхелм II Нидерландски и кралица Анна Павловна, дъщеря на руския император Павел I и принцеса София Доротея Вюртембергска.
В младежките си години служи във войската. През 1835 г. Вилхелм се жени за своята братовчедка София Вюртембургска (1818 – 1877), дъщеря на крал Вилхелм I Вюртембургски и Екатерина Павловна. Бракът им не е щастлив поради несъвместимост на характерите. И тримата им сина умират преди Вилхелм.
Вилхелм до голяма степен дискредитира династията Оранж-Насау с невъздържания си начин на живот, с многобройните любовници, които поддържа, с неангажираността по отношение на трудностите, които изпитва страната.
През 1879 г. 62-годишният Вилхелм се жени повторно – за 20-годишната Ема ван Валдек-Пирмонт (1858 – 1934). Двамата имат една дъщеря – принцеса Вилхелмина. Отменен е салическият закон, който забранява на жени да наследяват престола.
Вилхелм умира на 23 ноември 1890 в двореца Хет Ло, Нидерландия. Погребан е в Нюве Керк (Новата църква) в Делфт. Вилхелмина е новата кралица на Нидерландия. Тъй като е само на 10 години, майка ѝ Ема поема функциите на регент до 1898 г., когато Вилхелмина навършва пълнолетие. По време на регентството, кралица Ема успява до голяма степен да възстанови репутацията на Оранж-Насау.

## Управление
Вилхелм III наследява баща си Вилхелм II като крал на Нидерландия през 1849 г. Той не одобрява приетата в края на управлението на баща му нова Конституция, която слага край на абсолютната власт на краля и определя водеща роля на Втората камара на парламента. Вилхелм неведнъж влиза в конфликт с Втората камара и неколкократно разпуска парламента, когато не е съгласен с предлаганите закони. Тези му действия срещат силна опозиция от страна на либералите, водени от Йохан Торбеке (участвал в съставянето на новата Конституция). Вилхелм е принуден да приеме, че правителствата ще бъдат разпускани, само при загуба на доверие във Втората камара. Нидерландия се превръща от страна с управляващ елит и силен монарх в страна, където монархията има малка роля в управлението.
В разпоредбите на конституцията от 1848 г. са заложени свободата на свободно сдружение и разделяне на църквата и държавата. Това дава възможност на нидерландските католици да възстановят структурата на тяхната църква след Осемдесетгодишна война. Папата назначава нови епископи в страната. Обезпокоени от възможността за католическо господство и завръщане на инквизицията, протестантите се обръщат към краля да предотврати възстановяването на католическата йерархия. Дискретната подкрепа, която Вилхелм III изразява по отношение на техните искания, става повод за оставката на правителството, оглавявано от Торбеке и разпускане на парламента. Новото правителство прави нови законодателни предложения, които срещат по-широко одобрение.
През втората половина на 19 век, когато управлява Вилхелм III, Нидерландия се превръща в индустриализирано общество, разраства се железопътната мрежа, механизацията измества ръчното производство. Условията на живот и работа на работниците във фабриките са изключително лоши.

## Потомство
1. От брака със София Вюртембургска:
- Вилхелм (* 4 септември 1840, † 11 юни 1879), тронпринц на Нидерландия (1849 – 1879)
- Мориц (* 15 септември 1843, † 4 юни 1850), принц на Оранж-Насау
- Александър (* 25 август 1851, † 21 юни 1884), тронпринц на Нидерландия (1879 – 1884)

2. От брака с Ема ван Валдек-Пирмонт:
- Вилхелмина (1880 – 1962), наследява баща си като кралица на Нидерландия

## Предшественици
| Вилхелм III Нидерландски | Баща: Вилхелм II Нидерландски | Дядо: Вилхелм I Нидерландски                         | Прадядо: Вилхелм V, принц на Оранж              |
| Вилхелм III Нидерландски | Баща: Вилхелм II Нидерландски | Дядо: Вилхелм I Нидерландски                         | Прабаба: Фредерика София Вилхелмина Пруска      |
| Вилхелм III Нидерландски | Баща: Вилхелм II Нидерландски | Баба: Фредерика Луиза Вилхелмина, принцеса на Прусия | Прадядо: Фридрих Вилхелм II, крал на Прусия     |
| Вилхелм III Нидерландски | Баща: Вилхелм II Нидерландски | Баба: Фредерика Луиза Вилхелмина, принцеса на Прусия | Прабаба: Фредерика-Луиза фон Хесен-Дармщат      |
| Вилхелм III Нидерландски | Майка: Анна Павловна          | Дядо: Павел I, император на Русия                    | Прадядо: Петър III, император на Русия          |
| Вилхелм III Нидерландски | Майка: Анна Павловна          | Дядо: Павел I, император на Русия                    | Прабаба: Екатерина II, императрица на Русия     |
| Вилхелм III Нидерландски | Майка: Анна Павловна          | Баба: София-Доротея фон Вюртемберг                   | Прадядо: Фридрих II Ойген, херцог на Вюртемберг |
| Вилхелм III Нидерландски | Майка: Анна Павловна          | Баба: София-Доротея фон Вюртемберг                   | Прабаба: Фредерика Доротея фон Бранденбург-Швет |